# アリーナ・オルセン
アリーナ・オルセン（Alena Olsen、1995年12月6日 - ）は、アメリカ合衆国の女子ラグビー選手。

## プロフィール
- アメリカ合衆国・ミシガン州グランドラピッズ出身[1]。
- ポジションはスクラムハーフ(SH)、スタンドオフ(SO)。
- 身長 163cm、体重 63kg
- 7人制女子アメリカ代表に選ばれた[2]。

## 略歴
2024年、2024パリ五輪の7人制女子アメリカ代表に選ばれて銅メダル獲得。